# Паруса (песня)
«Паруса» — песня российских музыкантов Мота и Zivert, выпущенная 6 июня 2019 года в качестве сингла.

## История
Если она поёт „Life — в кайф“, то у меня в песне „День и ночь“ есть строчки „Каждый день праздник, каждый день фестиваль!“ — когда два таких исполнителя сходятся воедино, то получается лёгкий, солнечный, танцевальный трек, который будет играть, вдохновлять, окрылять в течение всего лета!Мот о песне „Паруса“
По словам исполнителей, главными источниками их вдохновения стали гастроли и музыка из 80-х и 90-х годов.
19 июня 2019 года Мот и Zivert запустили танцевальный флэшмоб на совместную песню «Паруса». Хореография к челленджу была придумана постановщиком и хореографом Алексеем Шалбуровым.
18 июля 2019 года выходит ремикс под названием «Паруса (Alex Shik & Slabing Radio Edit)».

## Видеоклип
Релиз официального видеоклипа на трек состоялся 25 июля 2019 года на YouTube-канале Мота. В нём оба исполнителя отдыхают на яхте, танцуют на пирсе и принимают солнечные ванны. Фарит Амиров из интернет-издания «Сова» назвал клип «по-настоящему соответствующим песне летним видеорядом».

## Отзывы
Владислав Шеин из ТНТ Music отметил, что «танцевальный сингл „Паруса“, заряженный позитивом и беззаботностью, придётся в самый раз для летних вечеринок», заметив при этом, что трек создан по классической схеме: «мелодичный припев с цепляющим мотивом и речитатив в куплетах». Он заявил, что главный смысл песни можно охарактеризовать строчкой из песни: «двигаться по жизни надо, чтоб в кайф». Также он сказал, что текст песни, написанный Мотом, в данной композиции удачен и «обыгрывает рифмой главный хит Юли Zivert „Life“».
Иван Семёнов, автор статьи, опубликованной на сайте интернет-издания «Сова», назвал композицию «своеобразным саундтреком наступившего лета, который получился лёгким и позитивным», предположив, что данное музыкальное произведение может стать одним из самых успешных за последнее время.

## Чарты
| Чарт (2019)                       | Высшая позиция |
| --------------------------------- | -------------- |
| Россия (Tophit)                   | 43             |
| Top YouTube Hits (Tophit)         | 30             |
| Top Radio & YouTube Hits (Tophit) | 36             |
| Москва (Tophit)                   | 97             |
| Top YouTube Hits (Tophit)         | 6              |
| Top Radio & YouTube Hits (Tophit) | 17             |
| СНГ (Tophit)                      | 41             |
| Top YouTube Hits (Tophit)         | 30             |
| Top Radio & YouTube Hits (Tophit) | 44             |

| Чарт (2019)                       | Позиция |
| --------------------------------- | ------- |
| Россия (Tophit)                   | 51      |
| Top YouTube Hits (Tophit)         | 42      |
| Top Radio & YouTube Hits (Tophit) | 57      |
| Москва (Tophit)                   | 88      |
| Top YouTube Hits (Tophit)         | 96      |
| Top Radio & YouTube Hits (Tophit) | 58      |